# Fritz Donner
Fritz Donner (* 3. Juli 1896 in Stuttgart; † 8. Mai 1979 in Berlin) war ein deutscher Internist und Homöopath.

## Leben und Wirken
Fritz Donner wurde als Sohn des homöopathischen Arztes Hans Donner in eine Ärztedynastie hineingeboren. Nach dem Abitur am Eberhard-Ludwigs-Gymnasium Stuttgart studierte er Medizin an den Universitäten Tübingen, Freiburg, Rostock, Halle und Greifswald. In Tübingen wurde er, wie bereits sein Vater, Mitglied der Landsmannschaft Schottland.
1924 wurde er in Rostock zum Dr. med. promoviert. Nach seinem Studium arbeitete er von 1917 bis 1918 als Assistenzarzt. Homöopathie lernte er u. a. bei Hans Wapler in Leipzig und Alfons Stiegele in Stuttgart. Von 1928 bis 1930 war er als Oberarzt am Homöopathischen Aushilfskrankenhaus in Stuttgart tätig. 1931 ging Donner nach Berlin, wo er an der Homöopathischen Universitätsklinik unter Ernst Bastanier tätig war. Von 1932 bis 1944 war er Mitarbeiter der Allgemeinen Homöopathischen Zeitung. In der Zeit des Nationalsozialismus hielt er von 1934 bis 1945 als Dozent für Homöopathie an der Berliner Akademie für die ärztliche Fortbildung Vorlesungen. 1936 wurde ihm die Leitung der homöopathischen Abteilung des Rudolf-Virchow-Krankenhauses in Berlin übertragen, der er bis 1945 vorstand.
Nach dem Ende des Zweiten Weltkrieges arbeitete er ab 1945 am Krankenhaus Wannsee. 1948 wurde er Chefarzt am Städtischen Behring-Krankenhaus in Berlin-Zehlendorf, wo Donner die Internistische und Infektionsabteilung leitete und Ärztlicher Direktor war. Er arbeitete hier bis zu seinem Ruhestand 1960. Eine homöopathische Behandlung betrieb er dort nicht mehr.
Fritz Donner verstarb 1979 im Alter von 82 Jahren in Berlin.

## Homöopathiekritik
Fritz Donner war Vertreter der naturwissenschaftlich-kritischen Homöopathie. Bereits während seiner Tätigkeit in Stuttgart war bei Fritz Donner und einigen seiner Kollegen der Verdacht aufgekommen, dass es bei Arzneimittelprüfungen Placebosymptome gegeben haben könnte. 1927 hatte Otto E. Guttentag, ein Freund Donners, in den Originalschriften von Samuel Hahnemann festgestellt, dass Berichte von nicht weniger als 716 Symptomen vorlagen, die Hahnemann durch Reiben mit Magneten an Personen erhalten hatte.
In den Jahren 1936 bis 1939 war Donner an Überprüfungen homöopathischer Arzneimittel beteiligt, die vom damaligen Reichsgesundheitsamt angeordnet worden waren. Die erwartete Wirksamkeit ließ sich jedoch nicht nachweisen. 1966 verfasste er seine Bemerkungen zu der Überprüfung der Homöopathie durch das Reichsgesundheitsamt 1936 bis 1939 für die Robert Bosch Stiftung. 1969 wurde der Bericht als Observation faites lors des vérifications relatives aux méthodes de l'homéopathie. veröffentlicht. Erst 1995 wurde er in deutscher Sprache in Fortsetzungen in Perfusion publiziert.
In diesem Report beschrieb er das Scheitern zahlreicher, placebokontrollierter Arzneimittelprüfungen, mit denen die berühmten gleichnamigen Versuche Hahnemanns wiederholt werden sollten. Probanden unter Placebo berichteten zudem über diverse Symptome. Klinische Studien mit Erkrankten zeigten, dass diese durch homöopathische Behandlungen nicht geheilt wurden oder verstarben. Donner zitierte im Bericht Hanns Rabe, den damaligen 1. Vorsitzenden des Deutschen Zentralvereins homöopathischer Ärzte (DZVhÄ), mit den Worten: „Wir können doch das gar nicht, was wir behaupten!“ Laut Rabe stellt die Homöopathie „gar keine pharmakotherapeutische Methode“ dar, stattdessen eine „gewisse Form der Psychotherapie“.
Donner blieb zwar bis zu seinem Lebensende Homöopath. Er beurteilte gewisse Verfechter der Homöopathie aber sehr kritisch und beklagte sich darüber, dass der Hauptzweck homöopathischer Zeitschriften nicht die Wissenschaft sei – sondern die „Propaganda für die Homöopathie“.

## Schriften (Auswahl)
- Fritz Donner: Einführung in die homöopathische Arzneimittellehre, auf Grund der seinerzeit von Dr. Richard Hughes gehaltenen Vorlesungen: Aus dem "Manual of Pharmacodynamics" übertragen und mit einigen Änderungen, Kürzungen und Zusätzen. Madaus, Radebeul/Dresden 1932
- Fritz Donner: Quellenverzeichnis der Arzneiprüfungen von 800 der wichtigsten homöopathischen Heilmittel. Haug, Berlin 1937
- Fritz Donner: Behandlung der Erkrankungen der Atemwege. Hippokrates-Verlag, Stuttgart 1937
- Fritz Donner: Die homöopathische Behandlung der Hals-, Nasen- und Ohrenkrankheiten: Therapeutische Notizen. Schwabe, Leipzig 1938
- Fritz Donner: Homöopathie und Augenkrankheiten : Therapeutische Notizen. Schwabe, Leipzig 1938
- Fritz Donner: Zwölf Vorlesungen über Homöopathie: Gehalten an der Berliner Akademie für ärztliche Fortbildung 1939–1945. Haug, Berlin 1948
- Fritz Donner: Bemerkungen zu der Überprüfung der Homöopathie durch das Reichsgesundheitsamt 1936 bis 1939. Homöopathie-Archiv des Instituts für Geschichte der Medizin der Robert Bosch Stiftung 1966 (PDF)